# 초곡초등학교
초곡초등학교(草谷初等學校)는 대한민국 경상북도 포항시에 있는 공립 초등학교이다.

## 연혁
- 2019년 3월 1일 : 개교[1]